# Skriða
Skriða är ett berg i republiken Island. Det ligger i regionen Suðurland, 60 km öster om huvudstaden Reykjavík. Toppen på Skriða är 946 meter över havet.
Trakten runt Skriða är nära nog obefolkad, med mindre än två invånare per kvadratkilometer. Närmaste större samhälle är Laugarvatn, omkring 16 kilometer söder om Skriðan. Trakten runt Skriða består i huvudsak av gräsmarker.